# 田中茂 (和光市長)
田中 茂（たなか しげる、1925年（大正14年）12月26日 - 2012年（平成24年）7月13日）は、昭和から平成時代の政治家。医師。埼玉県和光市長（第6代〜第8代）。

## 経歴
福岡県出身。旧制豊山中学校、清水高等商船学校（現東京海洋大学）を経て、1950年（昭和25年）慶應義塾大学医学専門部卒業。1951年（昭和26年）和光市にて開業する。1960年（昭和35年）慶應
義塾大学生理学教室にて博士号を受ける。1962年（昭和37年）から1976年（昭和51年）まで朝霞地区医師会会長。ほか、埼玉県医師会役員、日本医師会代議員、日本・ラテンアメリカ医学協会役員などを歴任した。
1989年（平成元年）和光市長に当選し、同年5月から2001年（平成13年）5月まで3期務めた。のち関東福祉会・朝霞厚生病院会長、社会福祉法人三芳厚生福祉会・特別養護老人ホーム「みよし園」会長、介護老人保健施設「むさしの苑」会長、EM-X予防医学研究所所長などを歴任した。2012年（平成24年）7月13日、閉塞性動脈硬化症により朝霞厚生病院にて死去した。

## 著書
- 『武見太郎を怒らせた男 : 田舎医師会長奮戦記』未来、1984年。
- 『狭き門より入れ : 世界を駆けた医師・行動の人生記』未来、1989年。
- 『ドクター田中の漢方クリニック』つむぎ、1994年。
- 『蘇る生命 : 自然治癒力を高めるEM-Xとは』綜合ユニコム、1996年。
- 『EM-Xが生命を救う : 医師が実証する大いなる治癒力』サンマーク、1998年。
- 医療監修『EM医学革命 : 有用微生物群 : いのちを救う!驚異のEM-Xとは』綜合ユニコム、2000年。
- 『EM-Xが生命を救う : 医師が実証する大いなる治癒力』サンマーク、2002年。
- 『EM-XとEM塩(EM蘇生海塩)によるいのちの蘇生力 : EM臨床医学が創造する驚異の治療効果とは』綜合ユニコム、2003年。
- 『私の確信 : 難病を救うEM-X』メタモル、2008年。